# Arubai florin
A Florin Aruba hivatalos pénzneme.

## Története
Aruba 1986-ban bocsátotta ki a florint.

## Bankjegyek

### 2003-as sorozat
| névérték   | szín          | előlap                                          | dátumok    | dátumok             | dátumok             |
| névérték   | szín          | előlap                                          | kibocsátás | visszavonás         | elévülés            |
| ---------- | ------------- | ----------------------------------------------- | ---------- | ------------------- | ------------------- |
| 10 florin  | kék           | melongena melongena csiga                       | 2003       | 2019. augusztus 11. | 2049. augusztus 11. |
| 25 florin  | narancsssárga | crotalus durissus unicolor (arubai csörgőkígyó) | 2003       | 2019. augusztus 11. | 2049. augusztus 11. |
| 50 florin  | vörös         | üregi bagoly                                    | 2003       | 2019. augusztus 11. | 2049. augusztus 11. |
| 100 florin | zöld          | pleurodema brachyops béka                       | 2003       | 2019. augusztus 11. | 2049. augusztus 11. |
| 500 florin | barna         | epinephelus morio hal                           | 2003       | 2019. augusztus 11. | 2049. augusztus 11. |

### 2019-es sorozat
2019 június 3-án új bankjegysorozatot bocsátottak ki. A korábbi sorozat 10 hétig lesz párhuzamosan forgalomban az új sorozattal.
| névérték   | méret       | szín          | előlap                                                            | dátumok         | dátumok     |
| névérték   | méret       | szín          | előlap                                                            | kibocsátás      | visszavonás |
| ---------- | ----------- | ------------- | ----------------------------------------------------------------- | --------------- | ----------- |
| 10 florin  | 148 x 74 mm | kék           | Közönséges levesteknős, gorgonia flabellum, lactophrys bicaudalis | 2019. június 3. | forgalomban |
| 25 florin  | 148 x 74 mm | narancsssárga | fehérszárnyú trupiál, üregi bagoly                                | 2019. június 3. | forgalomban |
| 50 florin  | 148 x 74 mm | vörös         | sesuvium portulacastrum                                           | 2019. június 3. | forgalomban |
| 100 florin | 148 x 74 mm | zöld          | zöld leguán, anolis lineatus                                      | 2019. június 3. | forgalomban |
| 200 florin | 148 x 74 mm | barna         | Caracara cheriway, moszkitókolibri                                | 2019. június 3. | forgalomban |